# Paratropis
Paratropis és un gènere d'aranyes migalomorfes de la família dels paratropídids (Paratropididae). Fou descrita per primer cop per Eugène Simon el 1889.

## Taxonomia
- Paratropis papilligera F. O. P.-Cambridge, 1896 (Brasil)
- Paratropis tuxtlensis Valdez-Mondragón, Mendoza i Francke, 2014 (Mèxic)[3]
- Paratropis sanguinea Mello-Leitão, 1923 (Brasil)
- Paratropis scruposa Simon, 1889 (Perú) (espècie tipus)[4]
- Paratropis seminermis Caporiacco, 1955 (Veneçuela)